# Compra d'Alaska
La compra d'Alaska pels Estats Units a l'Imperi Rus va tenir lloc l'any 1867. Als Estats Units l'assumpte es va conèixer com a Seward's Folly (el capritx de Seward). La compra es va fer a instàncies del secretari d'estat William H. Seward. Gràcies a aquesta adquisició el territori dels Estats Units augmentà en 1.518,800 km² més. Al principi Alaska es va organitzar com un Departament i successivament com a Districte, Territori i finalment, el 1959, com un dels estats dels Estats Units.

## Antecedents
Rússia es trobava en dificultats financeres i temia perdre Alaska sense cap compensació econòmica a través d'un possible enfrontament contra el Regne Unit amb qui ja havia lluitat una dècada abans en la Guerra de Crimea. A més el territori, fronterer amb Alaska i pertanyent a l'Imperi Britànic, de la Colúmbia Britànica estava augmentant ràpidament en població essent un perill per a Rússia en cas de guerra contra el Regne Unit. Per això el tsar Alexandre II de Rússia decidí vendre Alaska.
El Tsar va donar instruccions al seu ambaixador als Estats Units Eduard de Stoeckl, per iniciar les negociacions amb Seward. Aquestes negociacions començaren a principi de març de 1867 i acabaren negociant fins a les quatre de la matinada del 30 de març del mateix any. El preu total es va establir en 7,2 milions de dòlars (representant uns 1,9 centaus de dòlar per acre). Si es calcula segons com ha evolucionat l'índex de preus al consum dels Estats Units des de 1867 fins al 2007 el resultat serien 100 milions de dòlars. Tanmateix és més apropiat fer el càlcul considerant el producte interior brut dels Estats Units i aleshores seria equivalent a 11 bilions de dòlars d'avui cosa que indica que la compra va tenir un cost molt més elevat del que aparenta.
L'opinió pública dels Estats Units va ser favorable a la compra però alguns diaris com el New York Tribune van fer campanyes en contra.
El cost de la compra va ser retornat amb escreix gràcies a les riqueses d'Alaska i fins i tot en la Guerra Freda els Estats Units van tenir, per això, un gran avantatge.